# Rutger Tijssen
Rutger Jurriaan Tijssen (Amsterdam, 27 februari 1974), is een Nederlands oud-langebaanschaatser en schaatscoach.

## Biografie
Tijssen heeft jarenlang geschaatst maar behaalde niet de schaatstop en ging zich richten op het trainen van schaatsers. Hij begon bij het Wehkamp-team met onder andere Bart Veldkamp, Vadim Sajoetin en Aleksandr Kibalko. In 2001 was Tijssen het meest succesvol met onder meer winst op de 1500 meter in de wereldbekercyclus. Nadat dit team ophield te bestaan ging hij talenten van het gewest Noord-Holland-Utrecht trainen. Schaatsteam 1nP ging bij de oprichting samenwerken met dit gewest. Nadat trainer Jan van de Roemer 1nP verliet voor de baanselectie Utrecht kwam er een plek vrij. Toenmalig schaatsmanager Michiel Wienese die de 1nP-ploeg had opgericht, kende Tijssen van zijn Amsterdamse club HCA en zag een goede samenwerking zitten. Temeer omdat Tijssen ook al ervaring had met Irene Schouten welke in 2009 voor team 1nP reed. Tijssen werd aangetrokken als hoofdtrainer bij 1nP waar hij ook Hein Otterspeer onder zijn hoede kreeg. Het was de goede samenwerking tussen Tijssen en Otterspeer welke Otterspeer gelijk dat seizoen 2010-2011 naar de World Cups bracht en daar ook gelijk top 10 wist te doen eindigen en hiermee ook in de picture van topteam van TVM. 
Hierna werd hij coach van Team Liga waar hij Linda de Vries onder zijn hoede had. Tussen 2012 en 2014 was hij assistent-coach van TVM. Op 8 april 2015 maakte Tijssen plaats voor een samenwerking met zijn oud-pupil Ireen Wüst toen hij assistent-coach was bij TVM. Hierna trainde hij een groep van Chinese junioren toen de samenwerking met Wüst drie seizoenen later op de klippen liep. Voor seizoen 2021/2022 sloot Tijssen zich aan bij Team Worldstream als hoofdcoach naast Kosta Poltavets.

## Persoonlijke records
| Afstand      | Tijd     | Datum            | Baan       |
| ------------ | -------- | ---------------- | ---------- |
| 500 meter    | 38,74    | 28 december 1999 | Collalbo   |
| 1000 meter   | 1.17,70  | 21 februari 1999 | Haarlem    |
| 1500 meter   | 1.57,87  | 24 februari 1999 | Heerenveen |
| 3000 meter   | 4.17,89  | 16 februari 1993 | Heerenveen |
| 5000 meter   | 7.29,49  | 19 februari 1993 | Heerenveen |
| 10.000 meter | 15.31,18 | 11 maart 1993    | Heerenveen |